# Lin Chi-ling
Lin Chi-ling (chiń. 林志玲; pinyin Lín Zhìlíng; ur. 29 listopada 1974 w Tajpej) – tajwańska aktorka, modelka oraz prezenterka programów telewizyjnych.

## Życiorys

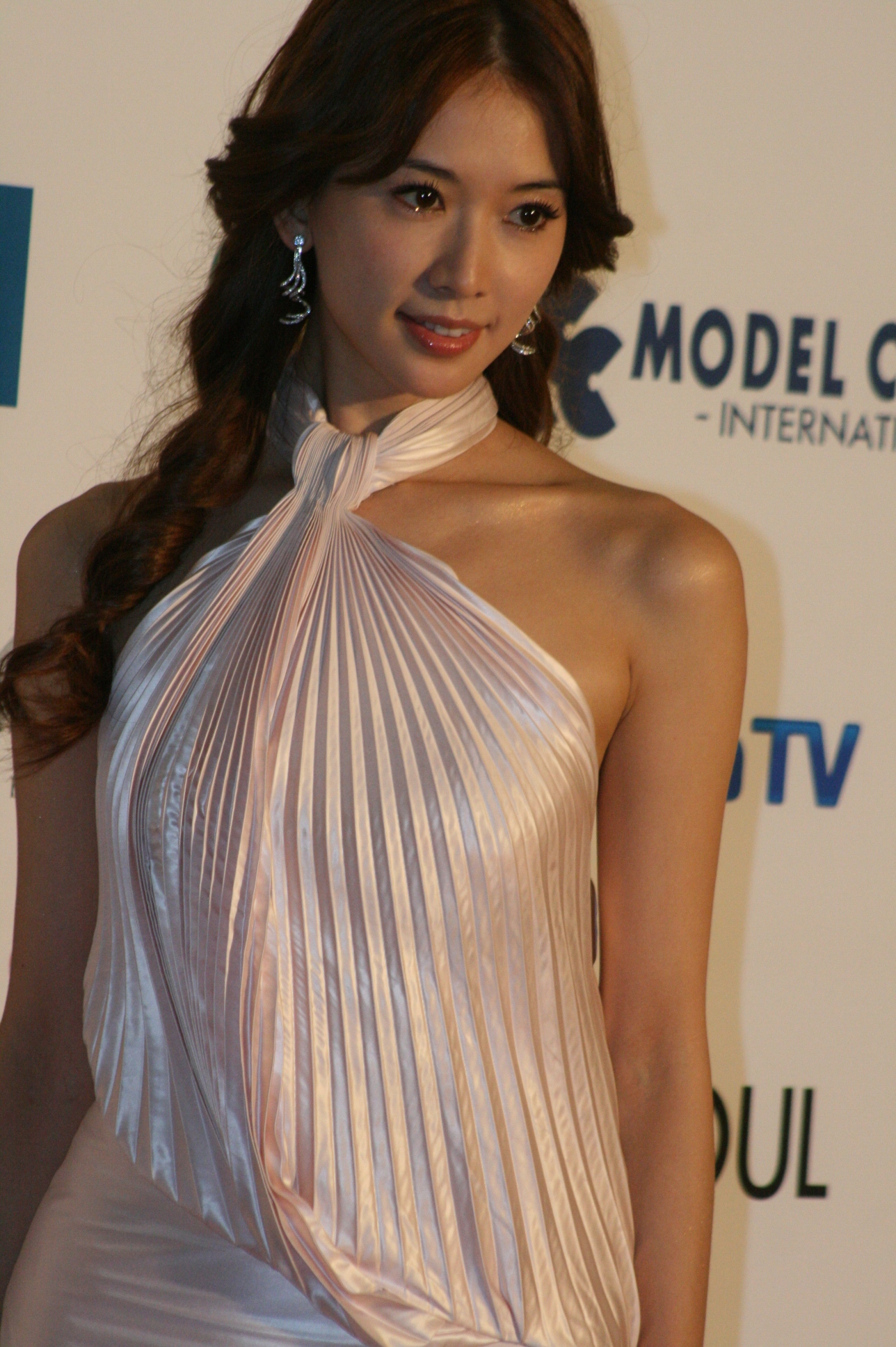
Lin Chi-ling na Asia Model Festival Awards

Lin Chi-ling urodziła się w Tajpej. Jej rodzice pochodzą z miasta Tainan, ma również starszego brata.
Lin jako modelka pojawiała się wielokrotnie na okładkach międzynarodowych magazynów. Ukończyła studia na Uniwersytecie w Toronto w 1997 roku. W 2000 roku Lin spędziła trzy miesiące studiując w Japonii, po czym wrócił na Tajwan. Lin angażuje się w akcję “World Vision AIDS Orphan Project”. Jest również prezenterką programów telewizyjnych. Lin jest ambasadorką między innymi China Airlines, Longines. W dniu 6 czerwca 2019 r. Lin ogłosiła małżeństwo z Akirą, członkiem japońskiego zespołu popowego Exile. 31 stycznia 2022 r. Lin ogłosiła narodziny swojego pierwszego dziecka, syna.

## Filmografia

### Seriale
- Tsuki no koibito (Fuji TV 2010) jako Xiu Mei
- Moon Lovers (2010) odc.8

### Filmy
- Embarrassing Way (2019)
- Mayday Life 3D (2019)
- The Faces of My Gene (2018)
- The Monkey King 3 (2018)
- City of Rock (2017)
- Didi’s Dreams (2017)
- This Is Not What I Expected (2017)
- Monk Comes Down the Mountain (2015)
- Beijing and New York (2015)
- Who Is Undercover (2014)
- Switch (2013)
- Say Yes! (2013)
- Sweetheart Chocolate (2013)
- Tian xin qiao ke li (2012)
- Love on Credit (2011)
- Welcome to Sha Ma Town (2010)
- The Treasure Hunter (2009)
- The Magic Aster (2009) (głos)
- Trzy królestwa II (2008)
- Trzy królestwa (2008)